# Ахваз
Агва́з або Ахва́з (перс. اهواز ahvāz) — місто, адмінцентр провінції Хузестан, південний Іран. Порт на річці Карун і залізничний вузол Трансіранської залізниці.

## Клімат
Місто знаходиться у зоні, котра характеризується кліматом помірних степів та напівпустель. Найтепліший місяць — липень із середньою температурою 36,7 °C (98 °F). Найхолодніший місяць — січень, із середньою температурою 11,1 °С (52 °F).
| Клімат Ахваза           | Клімат Ахваза | Клімат Ахваза | Клімат Ахваза | Клімат Ахваза | Клімат Ахваза | Клімат Ахваза | Клімат Ахваза | Клімат Ахваза | Клімат Ахваза | Клімат Ахваза | Клімат Ахваза | Клімат Ахваза | Клімат Ахваза |
| Показник                | Січ.          | Лют.          | Бер.          | Квіт.         | Трав.         | Черв.         | Лип.          | Серп.         | Вер.          | Жовт.         | Лист.         | Груд.         | Рік           |
| Абсолютний максимум, °C | 22            | 31            | 32            | 41            | 46            | 48            | 48            | 48            | 46            | 42            | 35            | 28            | 48            |
| Середній максимум, °C   | 13            | 17            | 22            | 29            | 36            | 40            | 42            | 42            | 38            | 31            | 23            | 17            | 30            |
| Середня температура, °C | 11            | 14            | 19            | 26            | 31            | 34            | 36            | 36            | 32            | 27            | 20            | 15            | 25            |
| Середній мінімум, °C    | 8             | 11            | 16            | 23            | 27            | 28            | 31            | 30            | 27            | 23            | 16            | 12            | 21            |
| Абсолютний мінімум, °C  | 0             | 0             | 5             | 11            | 17            | 17            | 20            | 22            | 18            | 12            | 1             | 2             | 0             |
| Днів з опадами          | 5             | 4             | 3             | 2             | 1             | 0             | 0             | 0             | 0             | 1             | 3             | 5             | 24            |
| Днів з дощем            | 5             | 4             | 3             | 2             | 1             | 0             | 0             | 0             | 0             | 1             | 3             | 5             | 24            |
| ----------------------- | ------------- | ------------- | ------------- | ------------- | ------------- | ------------- | ------------- | ------------- | ------------- | ------------- | ------------- | ------------- | ------------- |
| Джерело: Weatherbase    |               |               |               |               |               |               |               |               |               |               |               |               |               |

## Назва
Назву міста пов'язують з перською назвою «Хуз», яка є інтерпретацією давньої назви міста і країни Сузи.

## Економіка
В районі Ахваза є великі нафтопромисли.
Чорна металургія. Елеватор, текстильна фабрика, маслозавод. Початковий пункт нафтопроводу Ахваз — Тегеран.

## Культура
Великий освітній і культурний центр. У місті переважає арабський елемент.

## Галерея

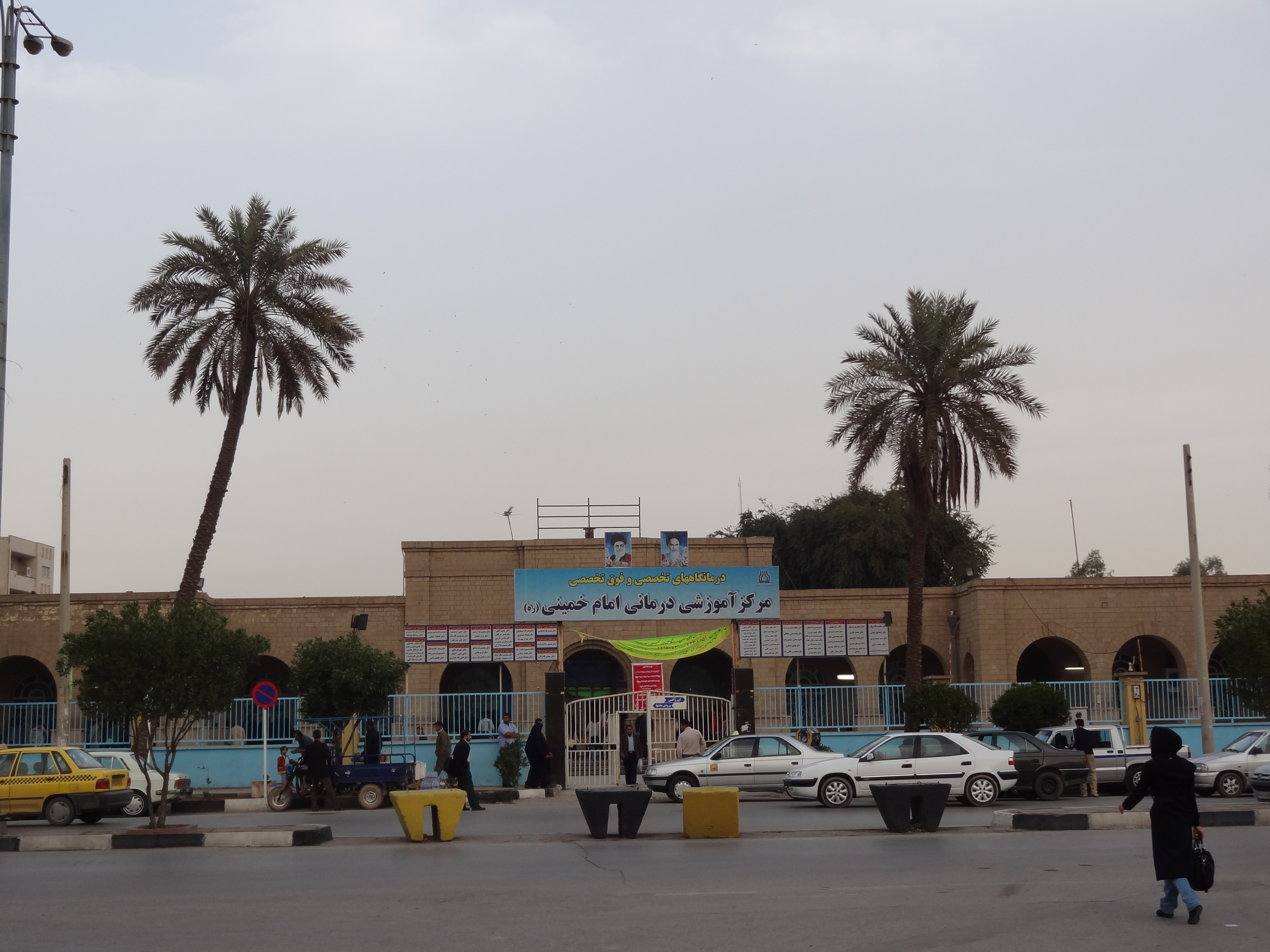
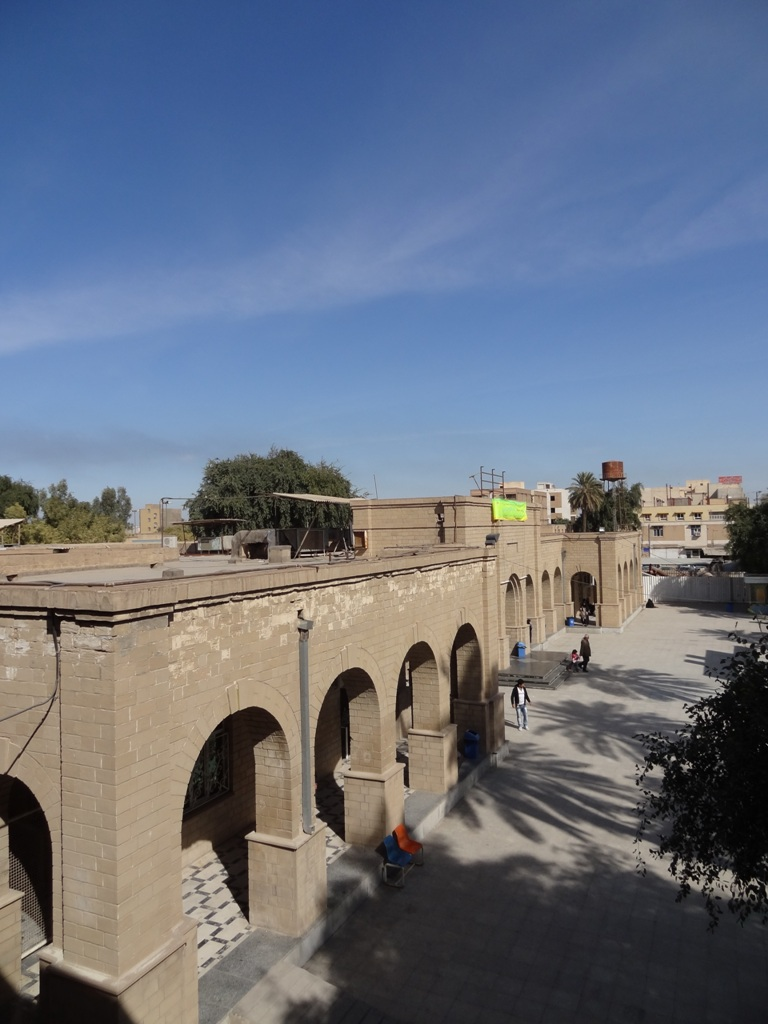
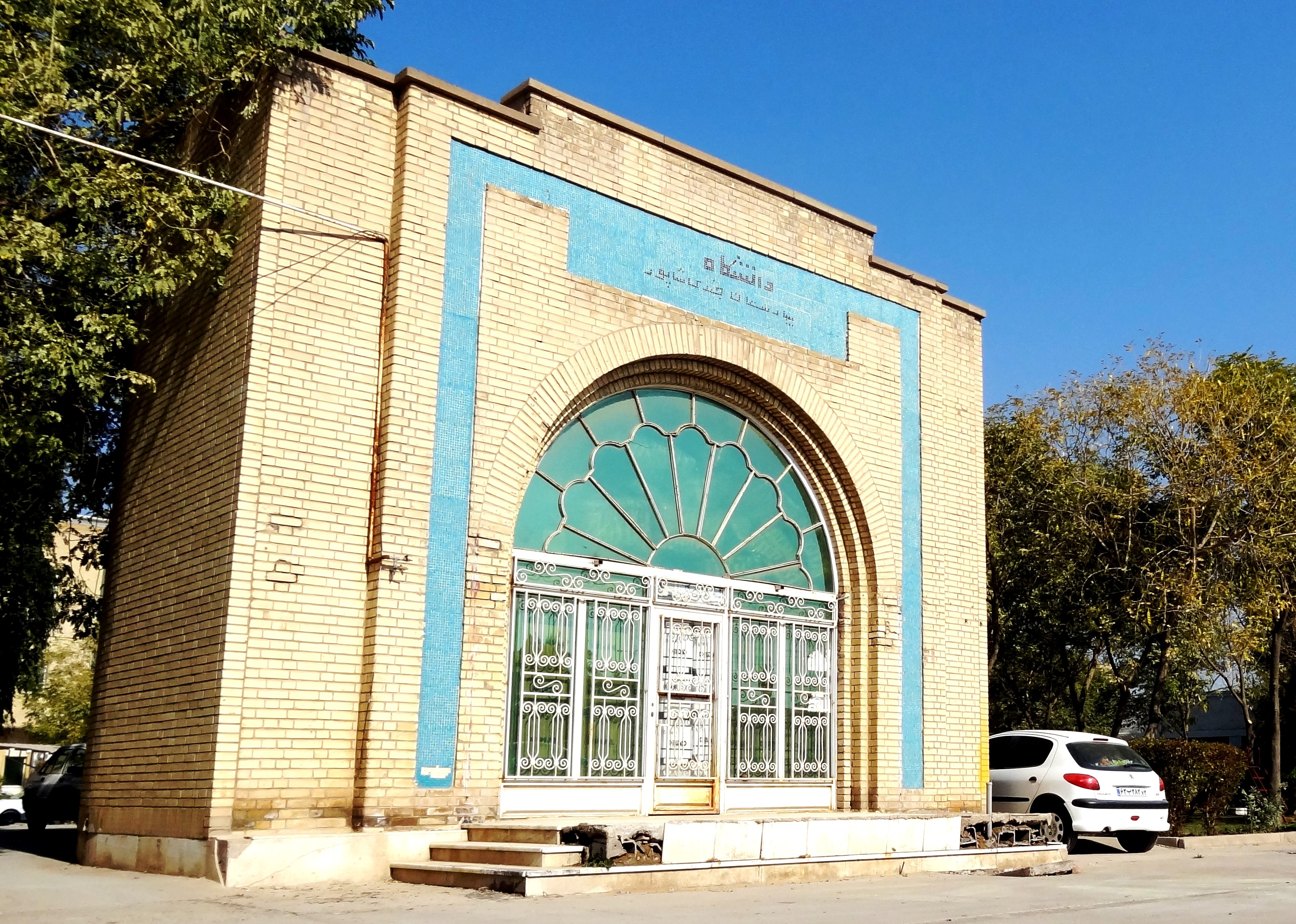

## Населення
- 1956 — 120 тис.
- 2006 — 1338 тис.

## Персоналії
- Абу-Нувас (747/762—814) — арабський поет періоду розквіту халіфату Аббасидів
- Ізз ад-Даула (943—978) — емір Іраку в 967—978 роках.